# Monocentrus fragilis
Monocentrus fragilis är en insektsart som beskrevs av Capener 1972. Monocentrus fragilis ingår i släktet Monocentrus och familjen hornstritar. Inga underarter finns listade i Catalogue of Life.